# Estación Progreso
Progreso era una estación ferroviaria ubicada en la localidad homónima, departamento Las Colonias, Provincia de Santa Fe, Argentina.

## Servicios
Fue inaugurada en 1912 por el Ferrocarril Central Norte Argentino. En 1948 se transfirió al Ferrocarril General Belgrano. No presta servicios de pasajeros ni de cargas desde 1977. Sus vías e instalaciones están a cargo de la empresa estatal Trenes Argentinos Infraestructura.